# فیروزکلا وسطی
فیروزکلا وسطی، روستایی است از توابع بخش دشت‌سر شهرستان آمل در استان مازندران ایران.

## جمعیت
این روستا در دهستان دشت‌سر غربی قرار دارد و براساس سرشماری مرکز آمار ایران در سال ۱۳۸۵، جمعیت آن ۶۸۳ نفر (۱۸۰خانوار) بوده‌است.

## ییلاق
روستای فیروزکلا وسطی زیر مجموعه روستای فیروزکلا است. روستای فیروزکلا از سه بخش پایین محله (فیروزکلا سفلی)، سلیمان محله (فیروزکلا وسطی) و کلمیس (فیروزکلا علیا) تشکیل شده است. اکثر مردم کلمیس به ییلاق امیری و اکثر مردم سلیمان‌محله به ییلاق تیران شکلا می‌روند.